# Atractaspis branchi
Atractaspis branchi — вид отруйних змій підродини земляних гадюк родини Lamprophiidae. Описаний у 2019 році.

## Назва
Вид названий на честь південноафриканського герпетолога Вільяма Роя Бранча, провідного фахівця з африканських плазунів.

## Поширення
Відомий лише у типовому місцезнаходженні: дощовому лісі на північному заході Гвінеї.

## Опис
A. branchi морфологічно схожий на A. reticulata, але відрізняється 19 рядами лусок на спині.